# 日中経営者フォーラム
日中経営者フォーラム（にっちゅうけいえいしゃふぉーらむ 英語名：China-Japan CEO Forum 中国名：中日CEO論壇 略称：CJCF）は、「日中の企業家が一堂に会」して「『対話』を増やし」、「相互の理解と信頼を深め、共生する」ことを目指した非営利活動。第4回目開催からは「日中・アジア経営者フォーラム」という名称になり、日中両国及びアジアの企業のリーダーらが参画している。

## 概要
同フォーラムは2009年に開始され、北京と東京で交互に行われている。アジアの経営者が共通の経営課題について「全員参加形式で議論を交わす」 ことを旨としている。そのねらいは「アジアの企業のリーダーに、「知恵の共有、互恵、ウィンウィン」のための非営利・公益の交流プラットフォームを提供し、アジア企業の実力と影響力を高め、アジアの企業がさらに世界に尊重されるようにし、世界経済の安定的で持続可能な発展に貢献することにある」。

## 沿革
香港の投資会社である環球都市集団（Worldwide City Group）の尹銘深（Charles Yin）・董事長 により創立また主催され、日中両国の主要組織（経済同友会、国家発展改革委員会等）により支持を受ける。名誉顧問は小林陽太郎。「ビジネス文化の違いや現代中国の理解不足、そして対話もまだ足りない」ゆえに「単なる名刺交換でなく本音で語り合う」フォーラムの場を提供、「智恵を共有して日中企業のグローバルな協業とウィン・ウィンの関係を築き上げ」、「今後10年は継続」させたいとしている。

## これまでに開催されたフォーラム
- 2009年の第1回フォーラム（中国・北京）には100人以上の日中の経営トップが参加[7]。
- 2010年の第2回フォーラム（日本・東京）には青島ビール（山東省）の金志国・董事長や武田薬品工業の長谷川閑史社長ら100人以上の日中の経営トップが同フォーラムに参加[1][8]。
- 2011年の第3回フォーラム（中国・北京）にはインターネット販売大手の当当網、繊維大手の山東如意科技集団、家電大手の海爾集団（ハイアール）、武田薬品工業、NEC、資生堂、ソニー、楽天等の日中の経営トップが同フォーラムに参加[9]。
- 2014年の第4回フォーラム（日本・東京）には資生堂・三井物産・三越伊勢丹・東京電力・建龍集団・中国金科集団・香港永新企業集団・タイのCPグループ等の日中アジアの経営トップが同フォーラムに参加[3]。

## これまでのおもな参加経営者（順不同、開催当時の役職）
- 長谷川閑史（武田薬品工業株式会社代表取締役社長、同フォーラム日本側 実行委員長）
- 金志国（青島ビール有限公司会長兼CEO）
- 森稔（森ビル株式会社代表取締役社長）
- 前田新造（株式会社資生堂代表取締役社長）
- 李東生（TCL集団有限公司会長兼CEO）
- 泉谷直木（アサヒビール株式会社代表取締役社長）
- 岩沙弘道（三井不動産株式会社代表取締役社長）
- 真才基（大唐電信有限公司会長兼CEO）
- 新波剛史（ローソン株式会社代表取締役社長）
- 梁信軍（上海復星高科技集団副会長）
- 謝吉人（タイCPグループ副董事長）
- 朱新礼（北京匯源飲料食品集団会長）
- 川村隆（日立製作所取締役）
- 數土文夫（東京電力取締役会長）
- 張偉祥（建龍集団董事長）
- 大西洋（三越伊勢丹代表取締役社長）
- 魚谷雅彦（資生堂執行役員社長）
- 朱志剛（中国金科集団董事長）
- その他[4][7]

## 参加経営者によるおもな発言
- 「文化の違いに適応し、中国のルールに柔軟に対応する経営姿勢が重要」（青島ビールの金董事長）
- 「政府関係者との長期的な信頼関係の醸成が欠かせない」（上海復星高科技(集団）の梁信軍•副董事長）
- 「長年、人材育成を第一に経営してきた結果だ。人材やブランド力は一朝一夕で育たない」（資生堂の前田新造社長）
- 「人的資源が企業の最も重要な資本である」（ローソンの新浪剛史社長）
- その他[7][8][9]

## 「ワールド・リーダーズ・センター」（World Leaders Center）
2011年末には、同フォーラムの目的の一つでもあるアジア発グローバルリーダーを育てるための「ワールド・リーダーズ・センター」（World Leaders Center）が設立された。「最大15社に限定した会員制」 で、「時代を担う現役トップ経営者と業界のエキスパートを招き、共に学び合い、新興国で著しい成果と実績を上げることのできる経営者の輩出と、世界が誇るアジア発グローバルリーダーの輩出を目指して」 いる。

## 意義と理念
中国では2013年3月に国家主席が交代したちょうどその時期に尖閣諸島（中国名:釣魚島）問題が重なったため、日中の政経界は日中国交正常化以来の最大の危機を迎えた。同時に全人代では経済開発を国外投資から国内消費また内需拡大モードへと変えていく方向が示されたため、中国において日本企業がいかに勝ち抜くかが大きな課題となっている。チャイナ・リスクの軽減と危機管理の必要性とが高まる中、日中経営者フォーラムは「日中の企業がお互いに切磋琢磨（せっさたくま）」し、「智慧の共有と共生」の場を提供している。
尹氏は日中企業家高峰フォーラム国内研修会での講演の際に、中国を「世界の一流企業と無数の中国企業が激しく競争しているジャングルだ。中国で成功できれば世界のどこでも成功できる自信がつく」と評し、世界全体のGDPの約3割を占めている東アジア地域において「今こそ日中という枠を超え、日本と中国のリーダーがお互いに刺激し合って、世界に誇れる世界一流の企業を作る」ことが必要で、中国における「日本企業の強みがさらに発揮され、中国で模範となり、中国企業に良い刺激を与え」られるとした。ワールド・リーダーズ・センターにおけるアジアの次世代を担うリーダーの発掘と育成は、尹氏のこうした理念に基づいている。

## 施設・所在地
日中経営者フォーラム実行委員会　中国北京市朝陽区東三環中路1号環球金融中心東塔10F